# Hundartade rovdjur
Hundartade rovdjur är en systematisk grupp i ordningen rovdjur. Den räknas numera som en underordning, Caniformia, inkluderande säldjur. Den tidigare överfamiljen Canoidea inkluderade endast landlevande djur, det vill säga exklusive säldjuren.
Idag ingår följande familjer i gruppen.
- Hunddjur (Canidae)
- Skunkar (Mephitidae)
- Valrossar (Odobenidae)
- Öronsälar (Otariidae)
- Öronlösa sälar (Phocidae)
- Björnar (Ursidae)
- Halvbjörnar (Procyonidae)
- Mårddjur (Mustelidae)
- Kattbjörnar (Ailuridae)

Ytterligare en familj, Amphicyonidae, dog ut under miocen.